# A Biblia éve

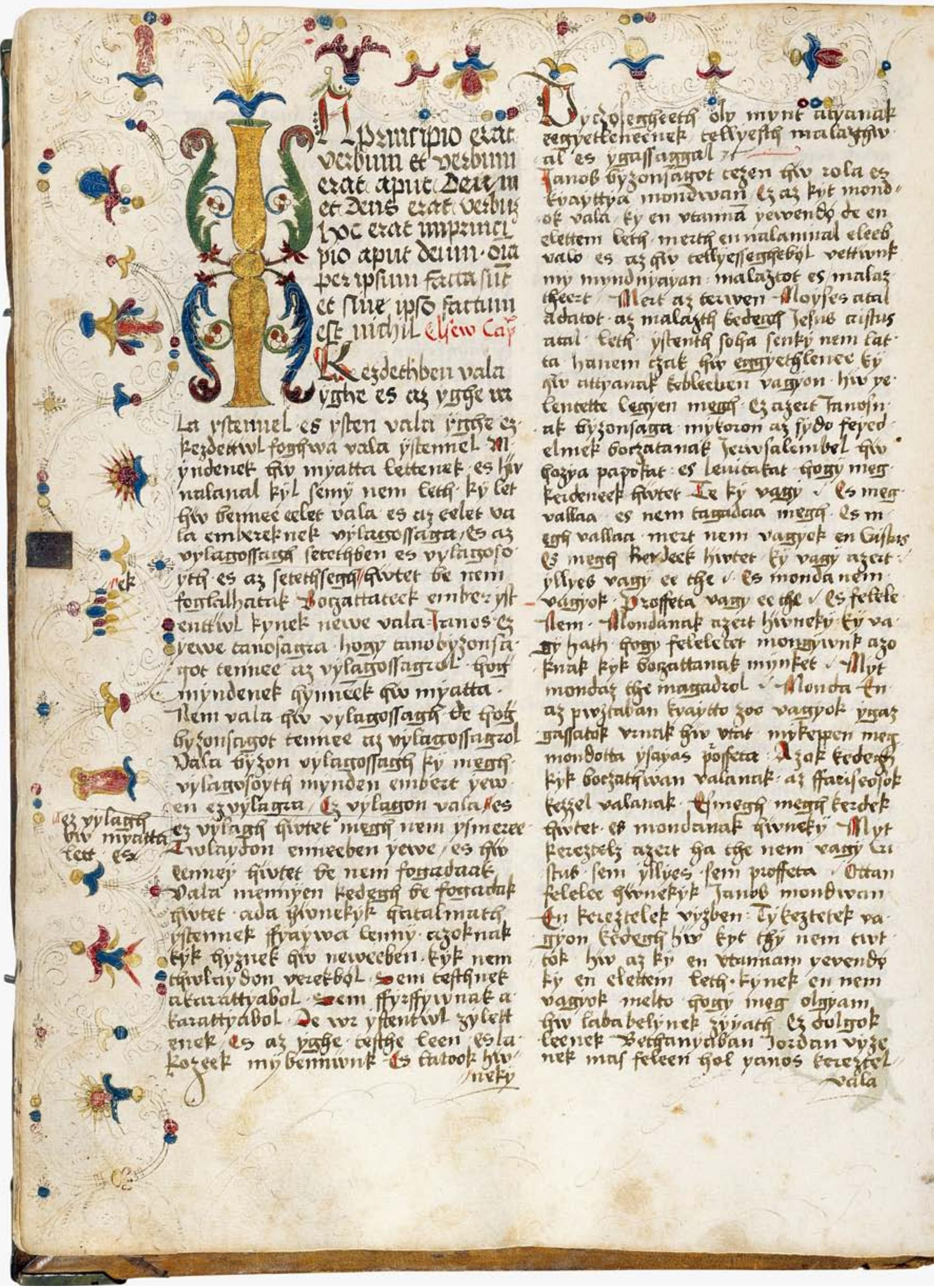
A Jordánszky-kódex a második legnagyobb terjedelmű magyar bibliafordítás (1516−1519)

2008 a Biblia éve volt Magyarországon.

## Általános leírás
A Biblia évét a magyarországi keresztény egyházak együtt hirdették meg.
Európában német és francia nyelvterületen már sikerrel valósították meg azt a kezdeményezést, amelynek célja a Biblia „újrafelfedezése” a modern társadalomban, a Bibliával kapcsolatos általános ismeretek terjesztése, népszerűsítése, aktualizálása; egy teljes esztendő kulturális és egyházi életének pozitív értelmű „tematizálása”. A kezdeményezésnek van egy sajátos egyházi célkitűzése: a szekuláris és politikai szempontok által felépített és vezérelt közéletben megszólaltatni a keresztyén egyház tulajdonképpeni üzenetét, ami azonos a Biblia üzenetével, az evangéliummal. Ezt a sajátos üzenetet kívánja hordozni a „Biblia éve 2008”  mottója: „Boldog, aki olvassa…” (Jel 1,3 - Károli). A kezdeményezés másik, általánosabb, a szélesebb magyar társadalom együttműködésére is igényt tartó célkitűzése a Biblia mint alapvető irodalmi alkotás, kultúrateremtő erő és egyben egyetemes kulturális örökség bemutatása, megismertetése az emberekkel. Ebben a célkitűzésben a kezdeményezésben részt vevő egyházak természetes módon számítanak a kulturális élet, a művészet és az oktatás szereplőinek figyelmére és együttműködésre.
A Biblia éve 2008 fő médiatámogatója a Magyar Televízió. A Biblia évével kapcsolatos műsorok, melyeket a rendszeres vallási műsorok keretein túl is tervez a közszolgálati televízió, megjelennek majd a Magyar Televízió honlapján és az egyházak internetes felületein is.

## Nagyobb rendezvények[3]

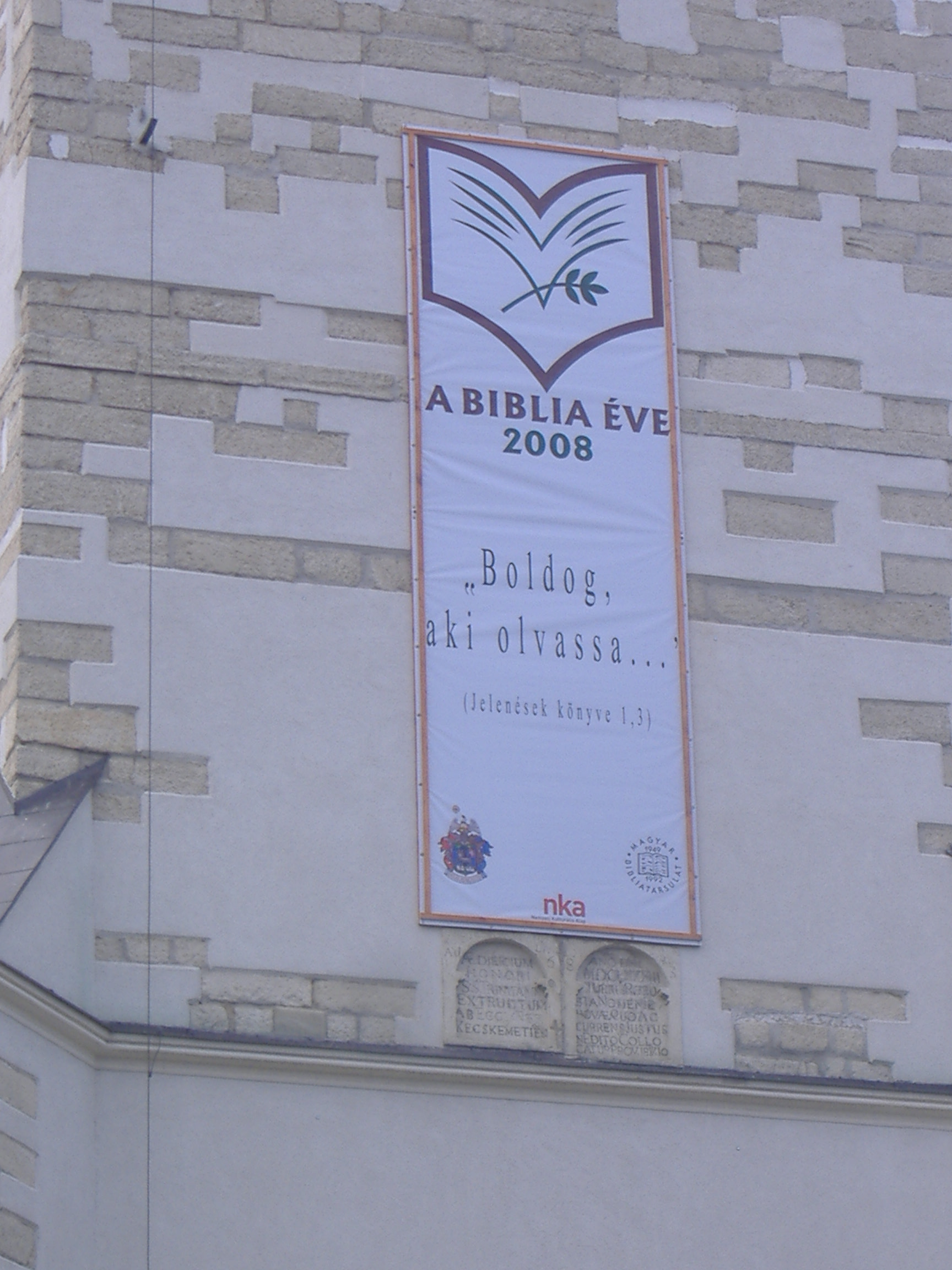
Reklámposzter egy kecskeméti templom falán

- Nemzetközi biblikus szimpózium Esztergomban

A hazai és külföldi biblikus tudósok és más szakterületek részvételével szervezendő konferencia témája: A Biblia jelenléte és hatása a mai szekularizált és mediatizált társadalomban.
Helyszín: Szent Adalbert Képzési, Lelkiségi és Konferencia Központ, Esztergom.
Időpont: 2008. június 23–26. 

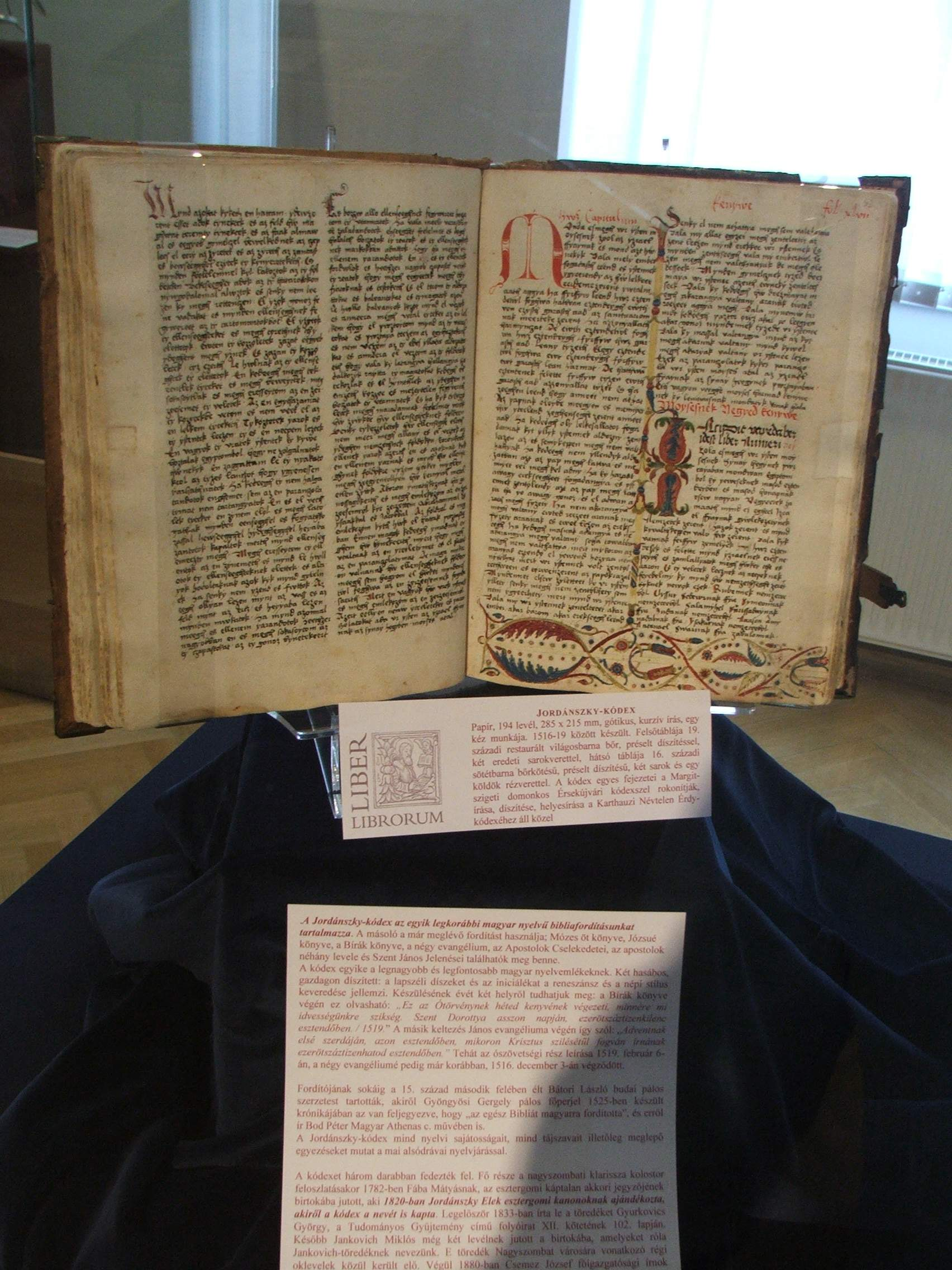
A Liber Librorum kiállítás kiemelkedő darabja, a Jordánszky-kódex

- Liber Librorum kiállítás Esztergomban

A Főszékesegyházi Könyvtár, a Simor Könyvtár, az Esztergomi Hittudományi Főiskola Könyvtára, a Prímási Levéltár és a Keresztény Múzeum gyűjteményeiből válogatott kiállítás, ahol többek között megtekinthető volt a Jordánszky-kódex, a Káldi-féle Biblia néhány kéziratos lapja, több ősnyomtatvány. A tárlatot Erdő Péter nyitotta meg.
Helyszín: Szent Adalbert Képzési, Lelkiségi és Konferencia Központ, Esztergom.
Időpont: 2008. június 24–augusztus 31.
- Hangverseny a Művészetek Palotájában

Bibliai tárgyú zeneművek.
Helyszín: Művészetek Palotája, Budapest
Időpont: 2008. szeptember 30.
- Bibliakiállítás a Széchényi Könyvtárban

A bibliakiállítás célja a magyar nyelvű Biblia történetének bemutatása, a különböző fordításokkal, kiadásokkal és a Biblia hatásával kapcsolatos ismeretterjesztés. A kiállítás lényegi eleme a Biblia tartalmának könnyen érthető, látványos formában történő bemutatása a látogatók számára.
Helyszín: Országos Széchényi Könyvtár, Budapest
Időpont: 2008. november 21. - 2009. március 29.
- Jogtörténeti világkongresszus Esztergomban

A kongresszust négy évente rendezik meg. A XIII. Középkori Kánonjogi Világkongresszust a Stephan Kuttner Institute of Medival Canon Law és a Pázmány Péter Katolikus Egyetem szervezésében Esztergomban tartották 150 részvevővel és 86 előadóval. A konferencia központi témája: „Nyugati kánonjog és keleti egyházak”.
Helyszín: Szent Adalbert Képzési, Lelkiségi és Konferencia Központ, Esztergom.
Időpont: 2008. Augusztus 4. - 8.

## Egyéb
- A hét bibliai könyve - A hét témája
- Online Biblia